# Astronaut in the Ocean
Astronaut in the Ocean è un singolo del rapper australiano Masked Wolf, pubblicato il 6 gennaio 2021 come primo estratto dal primo mixtape Astronomical.

## Antefatti
Astronaut in the Ocean, originariamente messo in commercio il 7 giugno 2019 sotto l'etichetta Teamwrk Records, ha iniziato a riscuotere popolarità grazie ai social media, dove è stato utilizzato in alcune pubblicazioni su Instagram di Patrick Mahomes e Donald Cerrone. Il successo riscontrato dal brano ha permesso all'artista di firmare un contratto discografico con l'Elektra Records, attraverso la quale Astronaut in the Ocean è stato infine ripubblicato il 6 gennaio 2021.

## Promozione
Masked Wolf ha eseguito il brano per la prima volta in televisione al Tonight Show di Jimmy Fallon il 23 aprile 2021. Ha in seguito presentato il pezzo a The Voice il 18 maggio successivo.

## Tracce
Testi e musiche di Harry Michael e Tyron Hapi.
Download digitale, streaming
1. Astronaut in the Ocean – 2:12

Download digitale, streaming – International Remixes EP
1. Astronaut in the Ocean (Loppy, Owen & Bloo Remix) – 2:51
2. Astronaut in the Ocean (The Synaptik & Freek Remix) – 3:18
3. Astronaut in the Ocean (Ezhel Remix) – 2:25
4. Astronaut in the Ocean (Shane Codd Remix) – 2:48

Download digitale, streaming – Alok Remix
1. Astronaut in the Ocean (Alok Remix) – 2:08

Download digitale, streaming – 1º remix
1. Astronaut in the Ocean (Remix) (feat. G-Eazy & DDG) – 3:15

Download digitale, streaming – 2º remix
1. Astronaut in the Ocean (Remix) (feat. Egor Krid) – 2:40

## Formazione
- Masked Wolf – voce
- Tyron Hapi – produzione
- Klaus Hill – mastering
- Simon Cohen – missaggio

## Successo commerciale
Astronaut in the Ocean è stato il singolo con il maggior numero di ricerche su Shazam nel corso del 2021.
Negli Stati Uniti il brano ha raggiunto la 10ª posizione della Billboard Hot 100 nella classifica datata al 17 aprile 2021, segnando la prima top ten dell'interprete. Nel corso della settimana ha accumulato 18,9 milioni di stream, ha ottenuto 12 000 download digitali e ha infine raggiunto 15,5 milioni di radioascoltatori. Ha eventualmente raggiunto la 6ª posizione nella classifica datata al successivo 22 maggio, posizionandosi contemporaneamente alla vetta della Hot Rap Songs grazie a 19,9 milioni di riproduzioni in streaming, 12 000 copie digitali e 33,7 milioni di audience radiofonica. Anche in Canada il brano ha trovato successo, poiché è stato il pezzo rap più venduto, nonché il 4º in generale, durante la prima metà del 2021 con oltre 344 000 unità totalizzate.
In madrepatria Astronaut in the Ocean è divenuto il primo singolo del rapper ad entrare nella classifica dei singoli, esordendo alla 47ª posizione nella pubblicazione datata 22 febbraio 2021. Ha poi raggiunto la numero 4 dopo otto settimane, segnando la prima top five di Masked Wolf.

## Classifiche

### Classifiche settimanali
| Classifica (2021-25) | Posizione massima |
| -------------------- | ----------------- |
| Australia            | 4                 |
| Austria              | 2                 |
| Belgio (Fiandre)     | 26                |
| Belgio (Vallonia)    | 24                |
| Bielorussia          | 37                |
| Bulgaria             | 5                 |
| Canada               | 5                 |
| Croazia              | 28                |
| Danimarca            | 20                |
| El Salvador          | 7                 |
| Finlandia            | 3                 |
| Francia              | 29                |
| Germania             | 4                 |
| Grecia               | 1                 |
| India                | 1                 |
| Irlanda              | 14                |
| Islanda              | 38                |
| Italia               | 33                |
| Kazakistan           | 72                |
| Libano               | 2                 |
| Lituania             | 1                 |
| Malaysia             | 12                |
| Norvegia             | 10                |
| Nuova Zelanda        | 6                 |
| Paesi Bassi          | 7                 |
| Perù                 | 126               |
| Polonia              | 23                |
| Portogallo           | 3                 |
| Regno Unito          | 12                |
| Repubblica Ceca      | 1                 |
| Romania              | 1                 |
| Russia               | 1                 |
| Singapore            | 11                |
| Slovacchia           | 1                 |
| Spagna               | 87                |
| Stati Uniti          | 6                 |
| Sudafrica            | 19                |
| Svezia               | 16                |
| Svizzera             | 4                 |
| Ucraina              | 13                |
| Ungheria             | 1                 |

### Classifiche di fine anno
| Classifica (2021) | Posizione |
| ----------------- | --------- |
| Australia         | 12        |
| Austria           | 19        |
| Belgio (Fiandre)  | 85        |
| Belgio (Vallonia) | 37        |
| Brasile           | 132       |
| Bulgaria          | 9         |
| Canada            | 14        |
| Danimarca         | 55        |
| Francia           | 79        |
| Germania          | 15        |
| India             | 7         |
| Irlanda           | 50        |
| Islanda           | 47        |
| Norvegia          | 31        |
| Nuova Zelanda     | 20        |
| Paesi Bassi       | 43        |
| Portogallo        | 37        |
| Regno Unito       | 41        |
| Russia            | 10        |
| Stati Uniti       | 20        |
| Svezia            | 52        |
| Svizzera          | 16        |
| Ucraina           | 46        |
| Ungheria          | 12        |
| Classifica (2022) | Posizione |
| Belgio (Vallonia) | 177       |
| Russia            | 114       |
| Ucraina           | 71        |
| Classifica (2023) | Posizione |
| Bielorussia       | 129       |
| Ucraina           | 82        |

### Classifiche di fine decennio
| Classifica (2020-29) | Posizione |
| -------------------- | --------- |
| Russia               | 42        |